# جودي كارتر
جودي كارتر (بالإنجليزية: Judy Carter)‏ هي ساحرة استعراضية أمريكية، ولدت في 30 نوفمبر 1950 في لوس أنجلوس في الولايات المتحدة.

## وصلات خارجية
- الموقع الرسمي
- جودي كارتر على موقع IMDb (الإنجليزية)